# Solva palmensis
Solva palmensis är en tvåvingeart som beskrevs av Baez 1988. Solva palmensis ingår i släktet Solva och familjen lövträdsflugor. Inga underarter finns listade i Catalogue of Life.